# Наместник

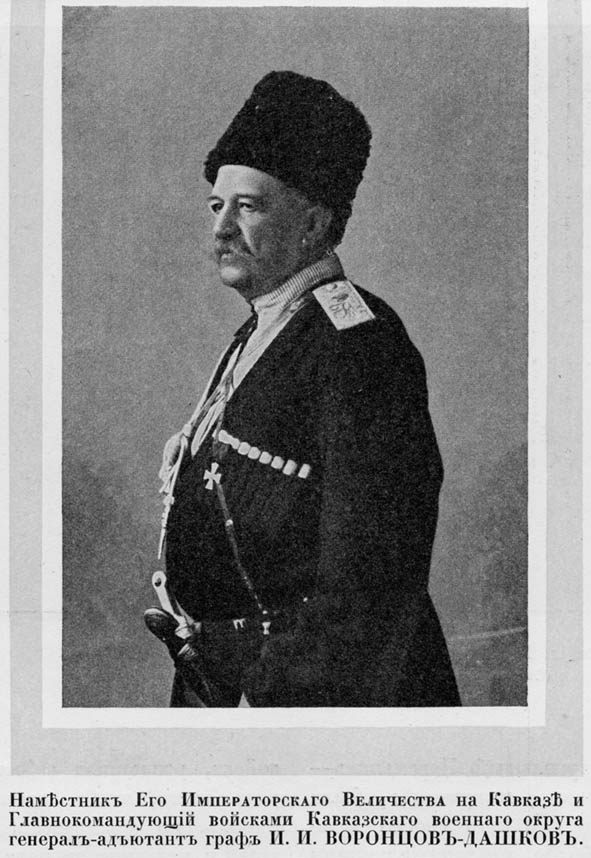
Наместник Его Императорского Величества на Кавказе и Главнокомандующий войсками Кавказского военного округа генерал-адъютант граф И. И. Воронцов-Дашков.

Наме́стник — историческая должность (звание) в России, Великом княжестве Литовском и других странах, руководитель крупной административно-территориальной единицы.
Наместник (представитель князя) в Древней Руси — руководитель органа местного управления, который назначался князем в города и уезды. Наместники пришли на смену посадникам и содержались на основе кормления.
Со времени правления Ивана IV значение наместников стало уменьшаться, и с XVIII века наместников на Руси заменяют воеводами и генерал-губернаторами по учреждению в Российской империи губерний в 1775 году. Позже звание «наместник» сохранилось для генерал-губернаторов Царства Польского (до 1874 года) и Кавказа (до 1883 года), восстановлено 1905 году.
В 1903 году было учреждено Наместничество Дальнего Востока, упразднённое 1906 году после потери Россией Квантунской области.

## Русь
- в X — XII веках наместники (посадники, кормленьщики) — помощники князя на местах.
- В XII — XVII веках наместник (точнее князь-наместник) отвечал за управление на местах, в частности правил уездами.
- Новгородские епископы назначали наместников, которые в этом случае были подобны викариям. Находки печатей епископских наместников в Старой Ладоге доказывают, что епископы правили городом с помощью наместников. Рукописи также неоднократно упоминают наместников.

## Русское государство
Наместники, наряду с волостелями, являлись основным звеном системы местного управления Московского государства во второй половине XV — первой половине XVI в. Подобным полномочиями наделялись члены Государева двора, начиная с думных чинов и заканчивая выборными дворянами. Они получали земли в кормление. При этом прослеживалась непосредственная зависимость статуса (а значит и объёма управленческих полномочий) и доходности города от положения в местнической иерархии возглавлявшего его служилого человека.
Компетенция наместников простиралась на все области местной жизни, однако, высока была и ответственность за вверенный наместнику край, особенно это касалось приграничных, или недавно вошедших в состав государства районов.
Многочисленные функции наместник осуществлял при помощи холопов-тиунов.
Широкие и недостаточно определённые полномочия наместников, нередкое пренебрежительное отношение к возложенным функциям, выполнение которых являлось, к тому же, не всегда обязательным (кормление считалось наградой за предшествующую военную или гражданскую службу, позволявшей поправить материальное положение), довольно скоро стали серьёзным препятствием на пути дальнейшей государственной централизации. Наместники были сменены воеводами.
Должность наместников, по своим обязанностям, разделалась:
- Гражданский наместник — ему поручалось управление городами и областями. Обязаны были находиться в порученных городах и областях, за исключением случаев, когда их вызывал Государь. Ведали только гражданскими делами и их решения записывались в соответствующих Приказах. Подразделялись на непременные и переменные. Смена их, как правило, происходила через три года, но бывали и годовые. После оставления должности звание наместника за ними не употреблялось.
- Наместник и воевода — соединял в себе гражданскую и военную власть. При оставлении должности титул за ними не употреблялся.
- Почётный наместник — присваивался ради почести, которое прилагалось при посольствах в иностранные государства и на съезды в качестве послов и посланников или определяемых для участия в переговорах с иностранцами. Титул употреблялся только при исполнении посольства или поручения. С окончанием переговоров, данный титул к носившему ему лицу не употреблялся.

Наместники, в зависимости от подвластных территорий подразделялись на наместник: в городе, за городом, четверти или трети Московской, Рязанской и прочих губерний.  Наместник Московской трети имел право давать ямские подорожные. Некоторые наместники, за особые заслуги, были жалованы в награду до их смерти, городами и доходами с них, в которых они были руководителями.

## Российская империя
- В 1775 — 1796 годах в Российской империи (при Екатерине II) наместник — руководитель наместничества, позднее переименованных в губернии.
- В XIX — начале XX века существовало три должности наместника:

в Царстве Польском (1815—1874)
в Кавказском наместничестве (1844—1883, 1905—1917)
в Наместничестве Дальнего Востока (1903—1905).
Иногда наместника путают с генерал-губернатором. Но, например, пока М. С. Воронцов был наместником Бессарабии (1823—1844), там в это время сменилось семь генерал-губернаторов, при этом он сам одновременно был генерал-губернатором Новороссии.

## Римская империя
Представитель власти в римских провинциях. В его руках находилось право вершить суд и осуществлять верховное командование над войсками данной провинции (легионы и вспомогательные части). Во времена Римской республики — наместники назначались по жребию из числа консулов (такие наместники назывались проконсулами) и преторов после окончания срока их магистратур в Риме. Во времена Римской империи наместника назначал император.

## Другое
- В XIX — начале XX века, чин (должность) наместника был аналогом чина (должности) вице-короля в Британской империи.
- Наместник (северный диалектизм) — хозяин или управляющий судном и артелью на морском зверином промысле.
- Наместник (в Русской православной церкви) — духовное лицо из монашествующих (иеромонах, игумен или архимандрит), поставленное архиереем для управления подчинённым ему монастырем.